# Painel

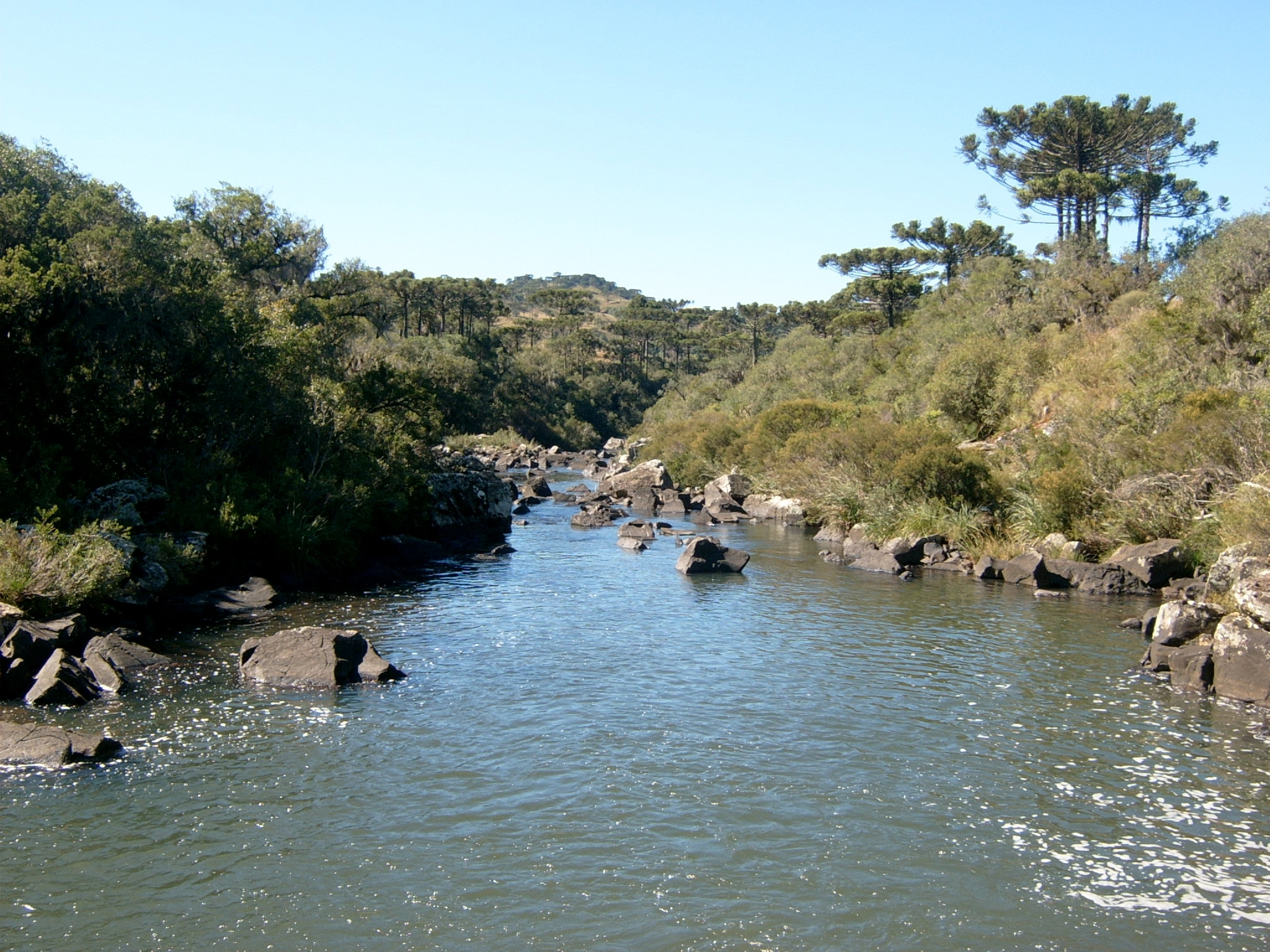
Rio das Pedras na zona rural de Painel

Painel é um município brasileiro do Estado de Santa Catarina.  Localiza-se a uma latitude 27º55'44" sul e a uma longitude 50º06'18" oeste, estando a uma altitude de 1144 metros. Sua população estimada em 2019 foi de 2.359 habitantes.
Possuindo uma área de 738,560 km², esse município é conhecido por ser uma das cidades mais frias do Brasil, com ocorrência regular de queda de neve em praticamente todos os invernos.

## História
Denominado inicialmente, por volta de 1880, de Quarteirão do Portão, Painel remonta sua história antes mesmo de Antônio Macedo Correia Pinto chegar a Lages.
Em 1885, numa festa de São Jorge, reuniram-se os Conselheiros Painelenses ao Conselho Municipal de Lages e foi sugerido a troca de nome para simplesmente Painel. Desta forma, quando foi criado o distrito, a localidade já tinha o nome de Painel.
Somente em 19 de setembro de 1993 se realizou o plebiscito favorável a emancipação e em 7 de agosto de 1994, o governador Antônio Carlos Konder Reis assinou a lei que criou o município.
Depois disso, nas primeiras eleições municipais, em 1997, foi eleito o primeiro prefeito municipal, senhor Aldo Tadeu Vieira Waltrick, que fora o líder do movimento em prol da emancipação.

## Geografia
É cortada por dois córregos em dois vales que se encontram cheios de pinheiros.

## Economia
Seu destaque econômico está baseado na fruticultura, turismo rural, piscicultura, apicultura e pecuária.

## Turismo e eventos
Algumas atrações turísticas são o Camping Pedras Brancas, Camping da Ponte, Fazenda Barreiro, Pousada Painel, Garganta do Caveiras, e a Estação Nacional de Truticultura.
Quanto a eventos, ocorrem na cidade a Festa do Painelaço e Rodeios Crioulos. Seu padroeiro é São Sebastião.

## Política

### Prefeitos
A tabela abaixo mostra os prefeitos e vice-prefeitos eleitos para o município de Painel.
| Lista de Prefeitos eleitos em Painel-SC | Lista de Prefeitos eleitos em Painel-SC | Lista de Prefeitos eleitos em Painel-SC | Lista de Prefeitos eleitos em Painel-SC | Lista de Prefeitos eleitos em Painel-SC | Lista de Prefeitos eleitos em Painel-SC | Lista de Prefeitos eleitos em Painel-SC |
| --------------------------------------- | --------------------------------------- | --------------------------------------- | --------------------------------------- | --------------------------------------- | --------------------------------------- | --------------------------------------- |
| Ano da Eleição                          | Prefeito                                | Partido                                 | Vice-prefeito                           | Partido                                 | Votos                                   | Ref.                                    |
| 1996                                    | Aldo Tadeu Vieira Waltrick              | PFL                                     | Jacinto Pereira Candido                 | PSDB                                    | 689                                     | [ 4 ]                                   |
| 2000                                    | Aldo Tadeu Vieira Waltrick              | PFL                                     | Manoel Redi Guizoni                     | PFL                                     | 875                                     | [ 5 ]                                   |
| 2004                                    | José Belizario Borges de Andrade        | PP                                      | Doroti Maria Broering Alves             | PPS                                     | 1.003                                   | [ 6 ]                                   |
| 2008                                    | José Belizario Borges de Andrade        | PP                                      | Doroti Maria Broering Alves             | PPS                                     | 1.361                                   | [ 7 ]                                   |
| 2012                                    | Flávio Antônio Neto da Silva            | PMDB                                    | Dercy de Assis Melo Vieira              | PMDB                                    | 1.249                                   | [ 8 ]                                   |
| 2016                                    | Flávio Antônio Neto da Silva            | PMDB                                    | Antônio Marcos Cavalheiro Flores        | PR                                      | 1.192                                   | [ 9 ]                                   |
| 2020                                    | Antônio Marcos Cavalheiro Flores        | PL                                      | José Pedro Melo da Rosa                 | MDB                                     | 885                                     |                                         |

### Vereadores
Lista de Vereadores eleitos no município de Painel.
| 1ª Legislatura (1997-2000)        | 1ª Legislatura (1997-2000) | 1ª Legislatura (1997-2000) | 2ª Legislatura (2001-2004)        | 2ª Legislatura (2001-2004) | 2ª Legislatura (2001-2004) |
| --------------------------------- | -------------------------- | -------------------------- | --------------------------------- | -------------------------- | -------------------------- |
| Vereador                          | Partido                    | Votos                      | Vereador                          | Partido                    | Votos                      |
| Luiz Gonzaga Pereira de Brito     | PFL                        | 94                         | Doroti Maria Broering Alves       | PPB                        | 117                        |
| Sebastião Alaor Borges de Andrade | PPB                        | 83                         | Marlus Arruda Silva               | PFL                        | 113                        |
| Marlene Aparecida Antunes Neto    | PMDB                       | 81                         | Hélio Vieira Antunes              | PFL                        | 100                        |
| Renaldo Raichert Pessoa           | PMDB                       | 77                         | Renaldo Raichert Pessoa           | PMDB                       | 90                         |
| Hélio Vieira Antunes              | PFL                        | 75                         | Sebastião Alaor Borges de Andrade | PPB                        | 90                         |
| Antônio Hercílio Andrade Alves    | PPB                        | 74                         | Antônio Hercílio Andrade Alves    | PPB                        | 81                         |
| Antônio Marcos Cavalheiro Flores  | PMDB                       | 64                         | João Melo Miranda                 | PSDB                       | 75                         |
| Rozeli Aparecida Cardoso          | PSDB                       | 62                         | Cesar Nazareno Vieira             | PFL                        | 72                         |
| João Melo Miranda                 | PSDB                       | 43                         | Irineu Baldessar                  | PFL                        | 64                         |

| 3ª Legislatura (2005-2008)     | 3ª Legislatura (2005-2008) | 3ª Legislatura (2005-2008) | 4ª Legislatura (2009-2012)     | 4ª Legislatura (2009-2012) | 4ª Legislatura (2009-2012) |
| ------------------------------ | -------------------------- | -------------------------- | ------------------------------ | -------------------------- | -------------------------- |
| Vereador                       | Partido                    | Votos                      | Vereador                       | Partido                    | Votos                      |
| Gilmar Arruda Amorim           | PFL                        | 134                        | Antônio Hercílio Andrade Alves | PP                         | 147                        |
| Hélio Vieira Antunes           | PFL                        | 104                        | Manoel Redi Guizoni            | PP                         | 132                        |
| Antônio Hercílio Andrade Alves | PP                         | 102                        | Irineu Baldessar               | PSDB                       | 126                        |
| Sebastião Kuster de Oliveira   | PL                         | 91                         | Laércio de Arruda Córdova      | PPS                        | 126                        |
| Irineu Baldessar               | PSDB                       | 89                         | Ivonel Melo de Liz             | DEM                        | 112                        |
| Ivonel Melo de Liz             | PFL                        | 87                         | Adolfo Francisco de Souza      | PP                         | 104                        |
| Manoel Redi Guizoni            | PFL                        | 79                         | Gilmar Arruda Amorim           | DEM                        | 104                        |
| Gilberto Cozer Arruda          | PP                         | 77                         | João Ricardo da Silva          | PPS                        | 94                         |
| Dercílio Alves Arruda          | PMDB                       | 67                         | Sebastião Kuster de Oliveira   | PR                         | 87                         |

| 5ª Legislatura (2013-2016)         | 5ª Legislatura (2013-2016) | 5ª Legislatura (2013-2016) | 6ª Legislatura (2017-2020)       | 6ª Legislatura (2017-2020) | 6ª Legislatura (2017-2020) |
| ---------------------------------- | -------------------------- | -------------------------- | -------------------------------- | -------------------------- | -------------------------- |
| Vereador                           | Partido                    | Votos                      | Vereador                         | Partido                    | Votos                      |
| Sílvio Vieira Antunes              | PSD                        | 144                        | Antônio Hercílio Andrade Alves   | PP                         | 222                        |
| Arilton Pereira de Brito           | PMDB                       | 143                        | Alvis da Silva Ramos             | PMDB                       | 168                        |
| José Pedro Melo da Rosa            | PMDB                       | 130                        | Edu Vieira de Melo               | PP                         | 161                        |
| Laércio de Arruda Córdova          | PSD                        | 130                        | José Pedro Melo da Rosa          | PMDB                       | 138                        |
| Antônio Marcos Cavalheiro Flores   | PR                         | 125                        | Dirceu da Silva Subtil           | PR                         | 124                        |
| Ivonel Melo de Liz                 | PSD                        | 116                        | Cesar Nazareno Vieira            | PP                         | 116                        |
| João Melo Miranda                  | PP                         | 92                         | Édson Ortiz da Silva             | PMDB                       | 90                         |
| Viviana de Fátima Pereira da Silva | PP                         | 81                         | João Melo Miranda                | PP                         | 87                         |
| João Ricardo da Silva              | PSD                        | 75                         | Solange Aparecida de Liz Ribeiro | PMDB                       | 80                         |

| 7ª Legislatura (2021-2024)          | 7ª Legislatura (2021-2024) | 7ª Legislatura (2021-2024) |
| ----------------------------------- | -------------------------- | -------------------------- |
| Vereador                            | Partido                    | Votos                      |
| Edu Vieira de Melo                  | PP                         | 187                        |
| Sílvio Vieira Antunes               | PP                         | 184                        |
| Gustavo Teixeira da Rocha           | CIDA                       | 146                        |
| Hilário Vinoco Vieira Andrade Alves | PP                         | 131                        |
| Antônio Hercílio Andrade Alves      | PL                         | 122                        |
| Gustavo Subtil Arruda               | PL                         | 108                        |
| Vivaldino Fernandes de Oliveira     | MDB                        | 108                        |
| Alvis da Silva Ramos                | MDB                        | 95                         |
| Juliana Souza de Liz                | CIDA                       | 85                         |